# William Ward (3e comte de Dudley)
Pour les articles homonymes, voir William Ward, Ward et Comte de Dudley.
William Humble Eric Ward (30 janvier 1894 - 26 décembre 1969), 3e comte de Dudley, est un homme politique britannique.

## Biographie
Fils de William Ward (2e comte de Dudley), il est membre de la Chambre des communes de 1921 à 1932, puis de la Chambre des lords de 1932 à 1969.

## Sources
- (en) Cet article est partiellement ou en totalité issu de l’article de Wikipédia en anglais intitulé « William Ward, 3rd Earl of Dudley » (voir la liste des auteurs).